# Cupha nomurai
Cupha nomurai är en fjärilsart som beskrevs av Teiso Esaki 1932. Cupha nomurai ingår i släktet Cupha och familjen praktfjärilar. Inga underarter finns listade i Catalogue of Life.